# Jan ze Scytopolis
Jan ze Scytopolis (VI wiek) – grecki pisarz, w latach 536–553 biskup Scytopolis w Palestynie. Uczestnik sporów chrystologicznych (obrońca Soboru Chalcedońskiego). Wprowadził do teologii formułę teopaschistyczną; zwalczał skrajny monofizytyzm; położył fundamenty pod tzw. chrystologię neochalcedońską.
Znane są trzy pisma Jana ze Scytopolis:
- Przeciw aposchitom (dzieło skierowane przeciw skrajnym monofizytom w 12 księgach, zaginione)
- Apologia Soboru Chalcedońskiego (dzieło znane z cytatów u Sewera z Antiochii)
- Przeciw Sewerowi (dzieło zachowane fragmentarycznie, z ok. 527 roku).